# Balgstädt
Balgstädt település Németországban, azon belül Szász-Anhalt tartományban. Lakosainak száma 1082 fő (2023. december 31.). Balgstädt Laucha an der Unstrut és Lanitz-Hassel-Tal községekkel határos.

## Népesség
A település népességének változása:
| Lakosok száma | 1131 | 1135 | 1095 | 1078 | 1082 |
|               | 2017 | 2019 | 2021 | 2022 | 2023 |